# Mookie Wilson

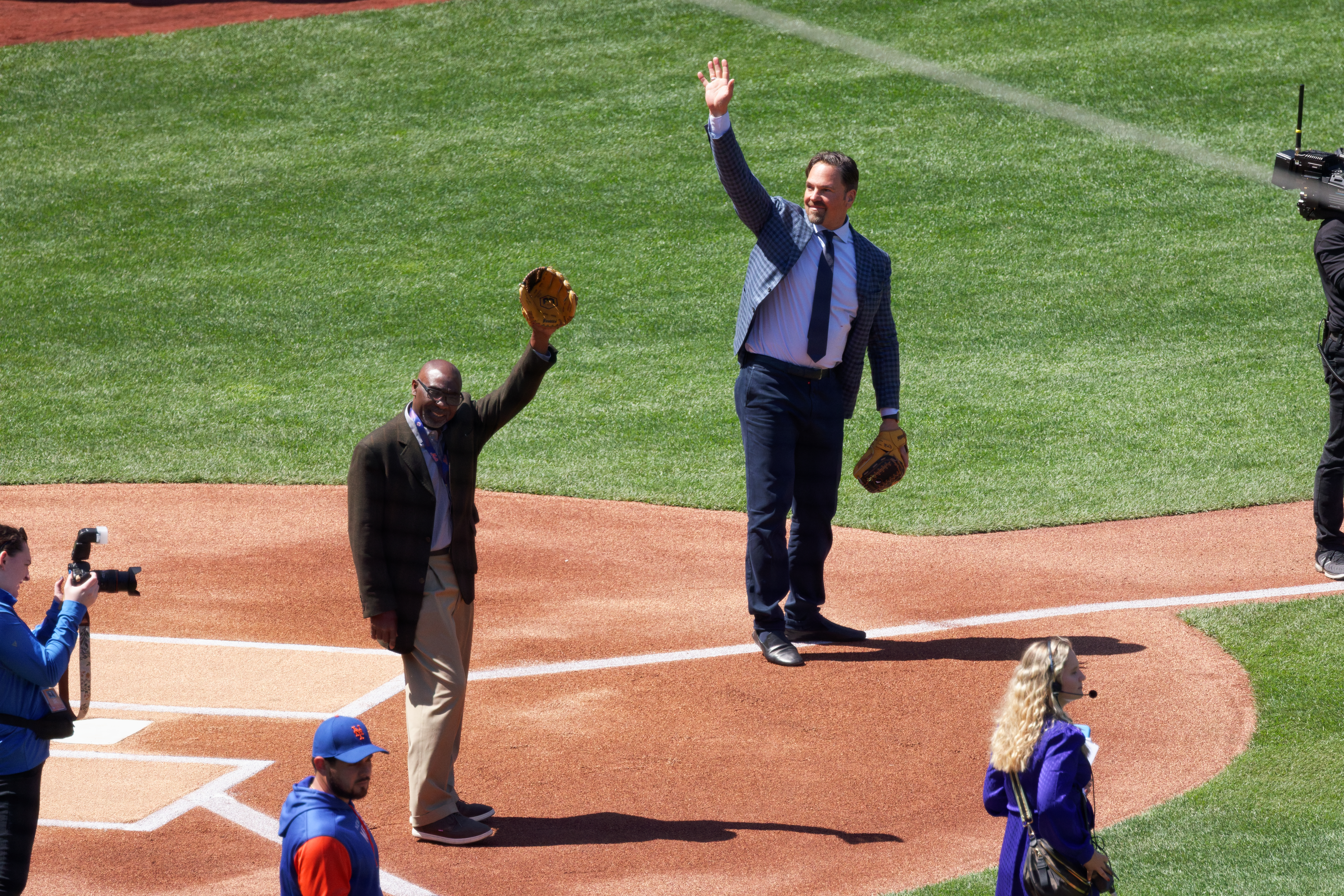
Wilson saluda a los fanáticos junto a Mike Piazza antes de recibir el primer lanzamiento ceremonial

William Hayward "Mookie" Wilson (nacido el 9 de febrero de 1956) es un exjugador de béisbol estadounidense, jardinero y entrenador de las Grandes Ligas de Béisbol que jugó para los New York Mets y los Toronto Blue Jays durante 12 temporadas. Es recordado principalmente como el jugador de los Mets que golpeó la bola rastejante que pasó entre las piernas de Bill Buckner, en la parte baja de la décima entrada del sexto juego de la Serie Mundial de 1986.
Un bateador ambidiestro con excelente velocidad, su actitud positiva y su entrega le ganaron el cariño de la afición de los New York Mets cuando comenzó su carrera en la década de 1980, en la que el equipo tenía pocos jugadores destacados. Fue incluido en el Salón de la Fama de los New York Mets en 1996.

## Primeros años
Nacido en Bamberg, Carolina del Sur, William Hayward Wilson recibió el apodo de Mookie cuando era niño. Lanzó para el equipo de béisbol de los Red Raiders de la secundaria Bamberg-Ehrhardt bajo el entrenador David Horton.

### Universidad
En la mediados de los años 1970, la Universidad Estatal de Carolina del Sur, un programa ubicado en Orangeburg, Carolina del Sur, y muy cerca de la ciudad natal de Wilson, discontinuó su programa de béisbol justo días después de que Wilson firmara una carta de intención para jugar con los Bulldogs. Como resultado, Mookie asistió al Universidad Metodista de Spartanburg durante las temporadas de 1974 y 1975. Durante su tiempo en Spartanburg Methodist, Mookie fue seleccionado en la cuarta ronda del draft amateur de enero de 1976 por Los Angeles Dodgers, pero no firmó. Mookie se trasladó al equipo de los South Carolina Gamecocks de la Universidad de Carolina del Sur, pero prefirió intentar mejorar su posición en el draft jugando para el ex gran jugador de los New York Yankees y nativo de Carolina del Sur, Bobby Richardson, quien era el entrenador en jefe de los Gamecocks en ese momento. La apuesta valió la pena, ya que Wilson fue seleccionado en la segunda ronda del draft de Grandes Ligas de 1977 por los New York Mets. Mookie fue parte del segundo equipo de los Gamecocks en jugar por un campeonato nacional en Omaha, Nebraska, en la Serie Mundial Universitaria de 1977. También fue nombrado al equipo All-Tournament de 1977 como jardinero. Wilson obtuvo una licenciatura en Ciencias de la Universidad de Mercy College.

## Carrera profesional

### New York Mets

#### Liga Internacional Novato del Año
Wilson bateó .284 con 22 jonrones, 184 carreras impulsadas y 160 bases robadas en cuatro temporadas en el sistema de ligas menores de los Mets, y recibió el premio al Novato del Año de la Liga Internacional en el año 1979. Después de robar 50 bases y anotar 92 carreras para los Tidewater Tides en 1980, Mookie fue convocado a las Grandes Ligas cuando las plantillas se expandieron en septiembre. Aunque tuvo un comienzo lento (0 de 8 en sus primeros turnos al bate), el mánager Joe Torre mantuvo a Wilson en el jardín central en 26 de los 31 juegos restantes en el calendario de los Mets.

#### Rey del robo de bases de los Mets
Wilson volvió a tener un comienzo lento en 1981, con un promedio de bateo de .203 el 24 de mayo. Cuando Torre trasladó a Lee Mazzilli, quien había sido el jardinero central de los Mets y la cara de la organización desde su año de novato en 1977, al jardín izquierdo para dejar espacio a Mookie en el jardín central, Wilson comenzó a mejorar. Terminó la primera mitad de la temporada acortada por la huelga de 1981 con un promedio de .288, 11 bases robadas, 21 carreras anotadas y un porcentaje de embasamiento de .340 liderando la alineación de los Mets.
Su promedio bajó a .259 en la segunda mitad, sin embargo, aún robó 13 bases y anotó 28 carreras. Dos de los tres jonrones que conectó en 1981 vinieron en la segunda mitad, y ambos fueron de la variedad dramática que decidió el juego. El 25 de agosto, conectó un jonrón en la novena entrada contra el cerrador de los Astros de Houston, Joe Sambito, para llevar a los Mets a una victoria por 2-1. El 20 de septiembre, le conectó un jonrón al cerrador de los Cardenales de San Luis y futuro miembro del Salón de la Fama, Bruce Sutter, con Frank Taveras en primera base para lograr una victoria épica. Con Wilson y su compañero novato Hubie Brooks al frente de la alineación de los Mets, los eternos últimos de la liga lograron competir en la segunda mitad de la temporada, terminando a 5.5 juegos de los Expos de Montreal, campeones de la División Este de la Liga Nacional.
Mookie se convirtió en un fijo en la parte alta de la alineación de los Mets hasta 1984 y pronto se convirtió en la cara de la organización. En 1982, robó al menos una base en cada uno de sus primeros cinco juegos, rompiendo el récord del equipo de Frank Taveras con 58 bases robadas. Superó a Mazzilli para convertirse en el líder histórico de bases robadas del equipo en 1984 (desde entonces ha sido superado en ambas categorías por José Reyes).
Wilson sufrió la primera lesión de su carrera en 1985, perdiéndose dos meses de la temporada después de someterse a una cirugía artroscópica en el hombro derecho. Regresó en septiembre, pero en un papel muy limitado. La segunda lesión importante de su carrera llegó en la primavera siguiente, cuando el campocorto de los Mets, Rafael Santana, le lanzó una pelota durante los ejercicios de corrido de bases y le golpeó en el ojo. Wilson tuvo que ser retirado del campo en camilla y necesitó 21 puntos de sutura.
Cuando regresó en mayo de 1986, fue utilizado con mayor frecuencia en el jardín izquierdo, ya que Lenny Dykstra bateaba .300 como el nuevo primer bate y jardinero central de los Mets. A pesar del efecto negativo que la lesión en el ojo tuvo en su visión, tuvo un porcentaje de fildeo respetable de .979, con siete asistencias y solo cinco errores, alternando entre el jardín izquierdo y el central. También bateó .289 con nueve jonrones, 25 bases robadas y 45 carreras impulsadas, mientras los Mets ganaban el primer lugar en la División Este de la Liga Nacional por 21.5 juegos sobre los Filis de Filadelfia.

#### Serie Mundial de 1986

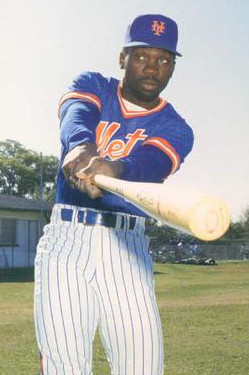
Mookie Wilson en 1986

En su primera participación en postemporada en su carrera, Wilson bateó solo .115 en la Serie de Campeonato de la Liga Nacional de 1986 contra los Astros de Houston. Sin embargo, anotó la única carrera permitida por el Jugador Más Valioso de la Serie de Campeonato de la Liga Nacional, Mike Scott, en el cuarto juego de la serie, y remolcó y anotó una carrera en la novena entrada del sexto juego cuando los Mets anotaron tres carreras en su último turno al bate para enviar el juego a entradas extras. Tenía un promedio mucho mejor de .273 en la Serie Mundial de 1986 cuando llegó al plato en la décima entrada del sexto juego.
Los Boston Red Sox anotaron dos veces en la parte alta de la décima entrada para tomar una ventaja de 5-3 en una serie que lideraban tres juegos a dos. Después de retirar a Wally Backman y Keith Hernandez, el lanzador relevista de los Red Sox, Calvin Schiraldi, permitió sencillos a los tres siguientes bateadores, lo que llevó la pizarra a 5-4 con corredores en primera y tercera. Con Wilson acercándose al plato, Bob Stanley reemplazó a Schiraldi en el montículo. Durante su turno al bate de diez lanzamientos, Wilson evitó ser golpeado por un lanzamiento descontrolado que permitió que Kevin Mitchell anotara desde la tercera base y empatara el juego. Tres lanzamientos después, Wilson bateó un rodado lento hacia Bill Buckner en la primera base. Consciente de la velocidad de Wilson, Buckner intentó apresurar la jugada. Como resultado, la pelota pasó junto a su guante, entre sus piernas y hacia el jardín derecho, permitiendo que Ray Knight anotara la carrera ganadora desde la segunda base. La jugada a menudo se conoce como la "jugada de Buckner" y se culpa al primera base, pero el astuto turno al bate y la velocidad de Wilson también afectaron el curso de los eventos. (Si Buckner hubiera realizado esa jugada y Wilson hubiera llegado seguro, Howard Johnson habría sido el siguiente bateador con corredores en primera y tercera. Si Wilson hubiera sido retirado por Buckner, el juego habría llegado a la undécima entrada).
Wilson conectó un hit en tres turnos al bate en el juego siete, anotando una de las tres carreras que los Mets anotaron en la sexta entrada mientras perdían 3-0. Los Mets ganaron la Serie Mundial de 1986.

#### Sobrepoblación en el jardín de los Mets
Los Mets adquirieron a Kevin McReynolds para jugar en el jardín izquierdo antes del inicio de la temporada de 1987. Tanto Wilson como Dykstra expresaron su descontento con la situación, llegando Wilson incluso a solicitar un cambio. Su solicitud de cambio no se concedió y Mookie logró su mejor promedio de bateo de su carrera, .299, compartiendo tiempo de juego con Dykstra en el jardín central.
Mookie tuvo su peor temporada en las grandes ligas en el 1988. Después de 104 juegos en la temporada de los Mets, bateaba .234 con tres jonrones, 19 carreras impulsadas y 31 carreras anotadas. A pesar de ello, los Mets aún se encontraban en primer lugar en la División Este de la Liga Nacional con una ventaja de cuatro juegos sobre los Pittsburgh Pirates.
A partir de ese momento, comenzó a despegar; desde el 3 de agosto hasta el final de la temporada, Mookie bateó .385 con cinco jonrones, 22 carreras impulsadas y 30 carreras anotadas. Casi por sí solo, derrotó a los Pirates el 5 de septiembre, igualando su récord personal con cuatro carreras impulsadas para darles a los Mets una ventaja de diez juegos en su división.
Terminaron esa temporada con 100 victorias y ganaron la división por 15 juegos. Los Mets se enfrentaron a los Dodgers de Los Ángeles en la Serie de Campeonato de la Liga Nacional de 1988, a quienes habían vencido 10-1 en la temporada regular de 1988. A pesar de su dominio en la temporada regular sobre los Dodgers, los Mets perdieron la serie en siete juegos. Wilson apareció en cuatro juegos y conectó dos hits en 13 turnos al bate.
Mookie podría haberse convertido en agente libre al final de la temporada de 1988; sin embargo, los Mets ejercieron la opción que tenían en su contrato. Comenzó la temporada de 1989 bateando solo .199 en 52 juegos cuando los Mets adquirieron a Juan Samuel de los Filis de Filadelfia a cambio de Dykstra y Roger McDowell, con la intención de que Samuel asumiera el puesto de jardinero central titular y primer bate de los Mets.

### Toronto Blue Jays
El 31 de julio, el mismo día en que los Toronto Blue Jays seleccionaron a Lee Mazzilli de los Mets mediante waivers, también adquirieron a Mookie Wilson a cambio del relevista Jeff Musselman y el lanzador de ligas menores Mike Brady. Mookie Wilson fue insertado de inmediato en la alineación titular, ya que el right fielder Junior Félix se había lesionado el hombro contra la pared del jardín derecho el día anterior en el Yankee Stadium.
Después de un comienzo lento (6 de 40 en sus primeros 10 juegos), Mookie Wilson cobró vida cuando regresó a Boston por primera vez desde la Serie Mundial de 1986. Mookie conectó 9 de 14 con cuatro carreras anotadas y una carrera impulsada en la barrida de tres juegos de los Jays en el Fenway Park. Luego viajaron a Baltimore para enfrentar a los Orioles, que ocupaban el primer lugar. Mookie Wilson conectó su primer jonrón como jugador de la Liga Americana, mientras los Jays ganaban dos de tres contra sus rivales de división. En total, bateó .432 durante el resto del mes y ayudó a su nuevo equipo a empatar en el primer lugar de la American League East junto a los Baltimore Orioles. El 1 de septiembre, Mookie Wilson conectó tres hits en cuatro turnos con una carrera impulsada y una anotada contra un trío de lanzadores de los Minnesota Twins, ayudando a los Jays a tomar la delantera en solitario en la división. El 30 de septiembre, con los Jays perdiendo 3-1 contra los Orioles, Mookie Wilson conectó un sencillo remolcador de una carrera y finalmente anotó la carrera ganadora en el juego que aseguró la división para los Jays.
Los Jays volvieron a la postemporada por primera vez desde 1985, pero fueron derrotados fácilmente por los favoritos, los campeones de la Liga Americana, los Oakland Athletics, en la Serie de Campeonato de la Liga Americana de 1989, cuatro juegos a uno. Mookie Wilson conectó dos hits en cuatro turnos al bate con una carrera impulsada y anotada en la victoria de los Jays en el tercer juego.
Después de la temporada, Mookie Wilson firmó un contrato de dos años para quedarse con los Jays como su jardinero central titular. Tuvo 629 turnos al bate en la temporada de 1990, la mayor cantidad desde 1983. A los 34 años, Mookie Wilson aún robó 23 bases y conectó cuatro triples.
Cedió el puesto de jardinero central titular a Devon White en la temporada de 1991 y fue parte de una rotación de jardineros izquierdos empleados por el mánager Cito Gaston. El sistema funcionó, ya que los Jays ganaron su división por siete juegos sobre los Medias Rojas. En la postemporada por cuarta vez en seis años, Mookie Wilson apareció en tres de los cinco juegos de la Serie de Campeonato de la Liga Americana de 1991. Conectó dos hits en ocho turnos al bate con una base por bolas.
La opción de su contrato no fue ejercida después de la temporada. Casi firmó con los Medias Rojas para la temporada de 1992, pero los Medias Rojas optaron por ir con Herm Winningham en su lugar. Cuando nadie más se puso en contacto con Wilson, se retiró.

### Estadísticas de carrera
| Años | Juegos | PA   | AB   | R   | H    | 2B  | 3B | HR | RBI | SB  | BB | SO  | AVG | OBP  | SLG  | FLD% |      |
| 12   | 1403   | 5442 | 5094 | 731 | 1397 | 227 | 71 | 67 | 438 | 327 | 98 | 282 | 866 | .274 | .314 | .386 | .982 |

En 25 juegos de postemporada (1 Serie Mundial, 1 NLCS, 1 ALCS), Wilson bateó .207 (19 de 92) con 10 carreras, 4 carreras impulsadas, 6 bases robadas y 7 bases por bolas.

## Carrera después de jugar
De 1996 a 2002, Wilson se desempeñó como entrenador de primera base de los Mets. En 2003 y 2004, fue el mánager del equipo de la Rookie League Kingsport Mets, y en 2005, fue el mánager del equipo de Clase A Brooklyn Cyclones.
Después de servir como coordinador de carrera de bases de la organización, Wilson regresó como entrenador de primera base en 2011. Después de la temporada, pasó a ocupar un puesto en la oficina del equipo, y fue reemplazado en la primera base por Tom Goodwin. En 2013, fue el mánager del equipo de los Estados Unidos en el Juego de Futuras Estrellas celebrado en el Citi Field.
En la actualidad, Mookie Wilson se desempeña como embajador de los Mets de Nueva York y participa en eventos de caridad y en programas de alcance comunitario del equipo. También ha escrito varios libros, incluido "Mookie: Life, Baseball, and the '86 Mets" (con Erik Sherman), en el que comparte sus experiencias y recuerdos de su carrera en el béisbol.